# Couvent de l'Épiphanie (Ouglitch)
Le Couvent de l'Épiphanie, ou Monastère de l'Épiphanie (en russe : Богоявленский монастырь), est un couvent orthodoxe de femmes, situé au centre de la ville d'Ouglitch, au 22 de la rue Rostovskaïa. Il est dédié à la fête chrétienne de l'Épiphanie.

## Histoire
Le couvent de jeunes filles est fondé à la fin du XIVe siècle par la princesse Eudoxie de Souzdal, épouse de Dimitri IV de Russie. À l'origine, il se trouve au sein du kremlin d'Ouglitch, dans sa partie nord-ouest. En 1661, à la suite de travaux de renforcement du kremlin, le couvent est déplacé, proche de la route de Rostov Veliki. C'était une construction en bois et, fin XVIIe siècle — début XVIIIe siècle, l'église est construite en pierre, nommée, par la suite, église de Smolensk. Deux autres églises apparaissent au XVIIIe siècle : l'une au début du siècle, l'église Féodorovskaïa, l'autre au milieu du siècle, en 1853: la cathédrale de l'Épiphanie.

## Églises du couvent

### Église de Smolensk
L'édification de l'église de Smolensk est achevée en 1700. Elle est de dimension modeste et, du côté nord et ouest, sont adjoints une chapelle, un réfectoire et une galerie. Cinq coupoles recouvrent l'église mais le beffroi-carillon n'est pas conservé. Sur la façade sud, les chambranles sont conservés. La façade ouest est intéressante. Trois arcatures sans décorations surmontent la ceinture entre les étages. Une corniche décorative traverse la façade, au pied des arcatures.
Les peintures qui sont conservées sont récentes et sans grand intérêt.
Une restauration a lieu, de 1972 à 1975. Les parties qui avaient été ajoutées au sud-ouest sont enlevées, des décorations sont restaurées et les recouvrements de la toiture sont peints en vert.

### Église Féodorovskaïa
L'église de l'icône Fédorovski de la mère de Dieu est dédiée à l'icône offerte au monastère par Inokinia Martha, mère du tsar Michel 1er. Sa construction, entreprise le 21 mai 1805, s’achève en 1818. Entre 1822 et 1824, l'église est peinte par Épiphane Medvedev ; en 1862, de nouvelles fresques sont réalisées par Egor Diakonov, qui sont conservées.
Le plan de l'église est inhabituel : un volume central est entouré d'annexes à quatre murs circulaires. Les proportions des colonnes du portique et leur dessin ne sont pas heureux. L'édifice est encore restauré entre 1970 et 1980, sous la direction de l'architecte S. E. Novikov.

### Cathédrale de l'Épiphanie
La construction de cette grande cathédrale, selon les plans projetés par l'architecte Constantin Thon, est achevée en 1853. Son style est russo-byzantin, propre à son époque. La construction coûta 60 000 Roubles d'argent. C'est un bâtiment lourd richement décoré.

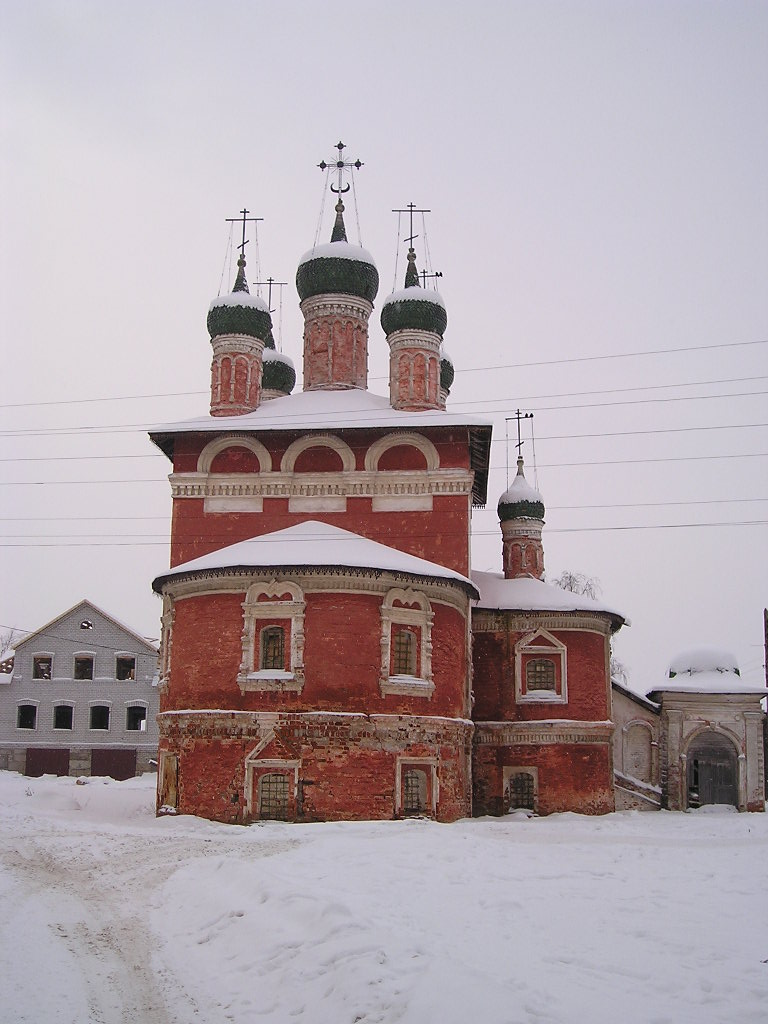
Ancienne cathédrale de l'Épiphanie (actuelle église de Smolensk).
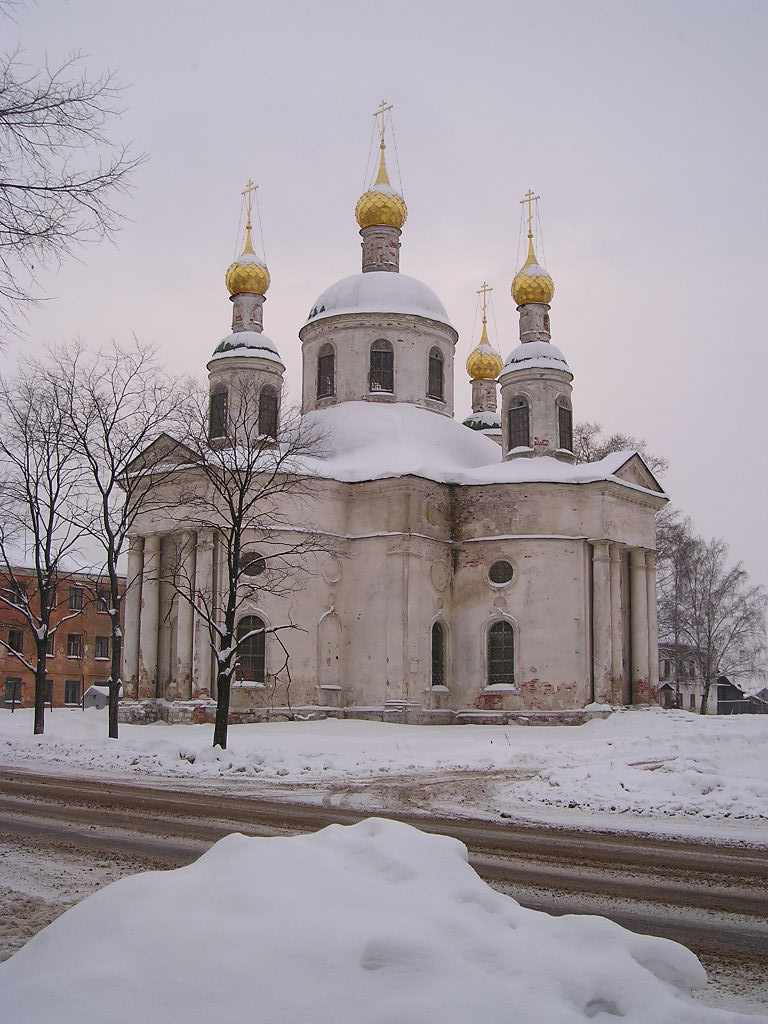
Église de l'icône de Feodorski de la Mère de Dieu.
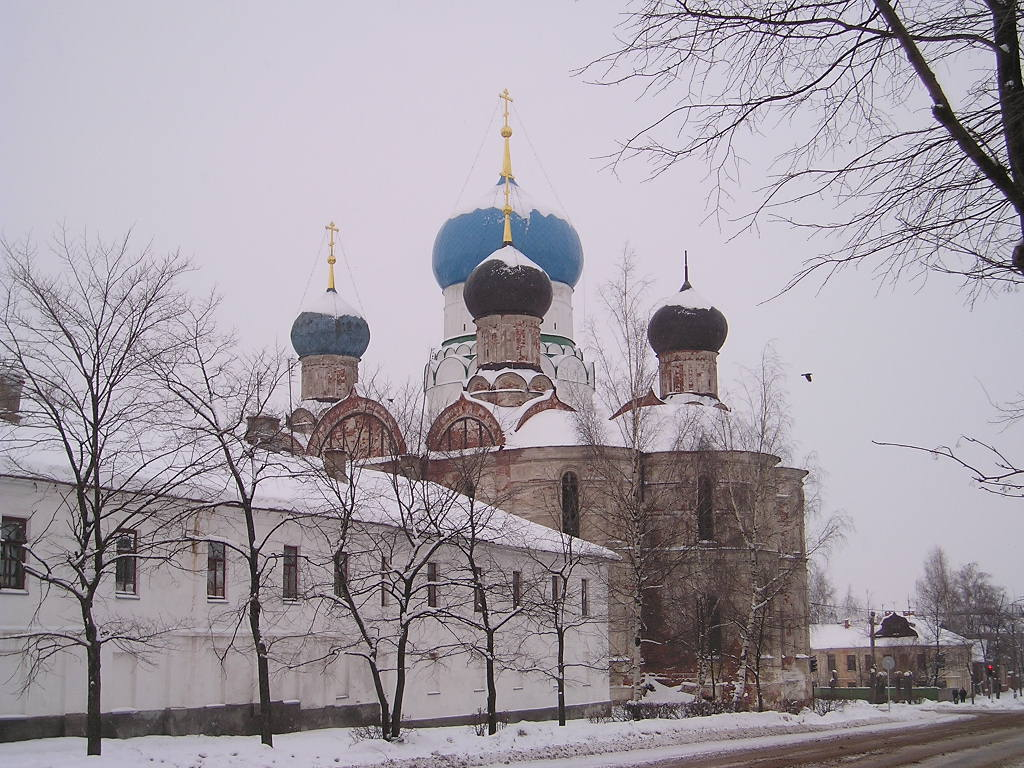
Nouvelle cathédrale de l'Épiphanie.